# Schweizer Rundschau
Die Schweizer Rundschau (bis 1944 Schweizerische Rundschau) war eine kulturpolitische katholische Schweizer Zeitschrift. 1924 erhielt sie den Untertitel Monatsschrift für Geistesleben und Kultur. Sie erschien ab 1900 in Stans, später in Einsiedeln. Mit dem 77. Jahrgang 1978 wurde ihr Erscheinen eingestellt.
Ihre bedeutendsten Redaktoren waren in chronologischer Reihe: Anton Gisler, Hans von Matt, Carl Doka, Siegfried Streicher und Urs C. Reinhardt. Sie zeichnete sich durch ihren weltanschaulichen Anspruch aus.